# 20300 Arjunsuri
A 20300 Arjunsuri (ideiglenes jelöléssel 1998 FE84) a Naprendszer kisbolygóövében található aszteroida. A LINEAR projekt keretében fedezték fel 1998. március 24-én.